# 自在置物
自在置物（日語：じざいおきもの）は、日本金屬工藝的其中一個領域。以鐵、銅、銀、紅銅（金與銅混成的合金）、四分一（銀與銅混成的合金，日本合銅的一種）金屬板為素材，製作出像是龍、蛇、鳥、魚、伊勢蝦(日本龍蝦)、蝦子、螃蟹、蝴蝶等動物的寫實模型。為了追求像實物般完全可動的甲殼及關節構造，數量繁多的零件、相對複雜的組合方式以及細膩的內部結構是其最大的特徵。